# ۴۷۹ (میلادی)

## رویدادها
- پایان دودمان سونگ و آغاز دودمان چی جنوبی در جنوب چین. چی گائو دی (Qi Gao Di) نخستین فرمانروای دودمان چی است.

## مرگ‌ها
- شاه سامگئون، پادشاه دودمان بائکجه کره.